# Stopnica
Stopnica is een dorp in het Poolse woiwodschap Święty Krzyż, in het district Buski. De plaats maakt deel uit van de gemeente Stopnica en telt ca. 1500 inwoners.

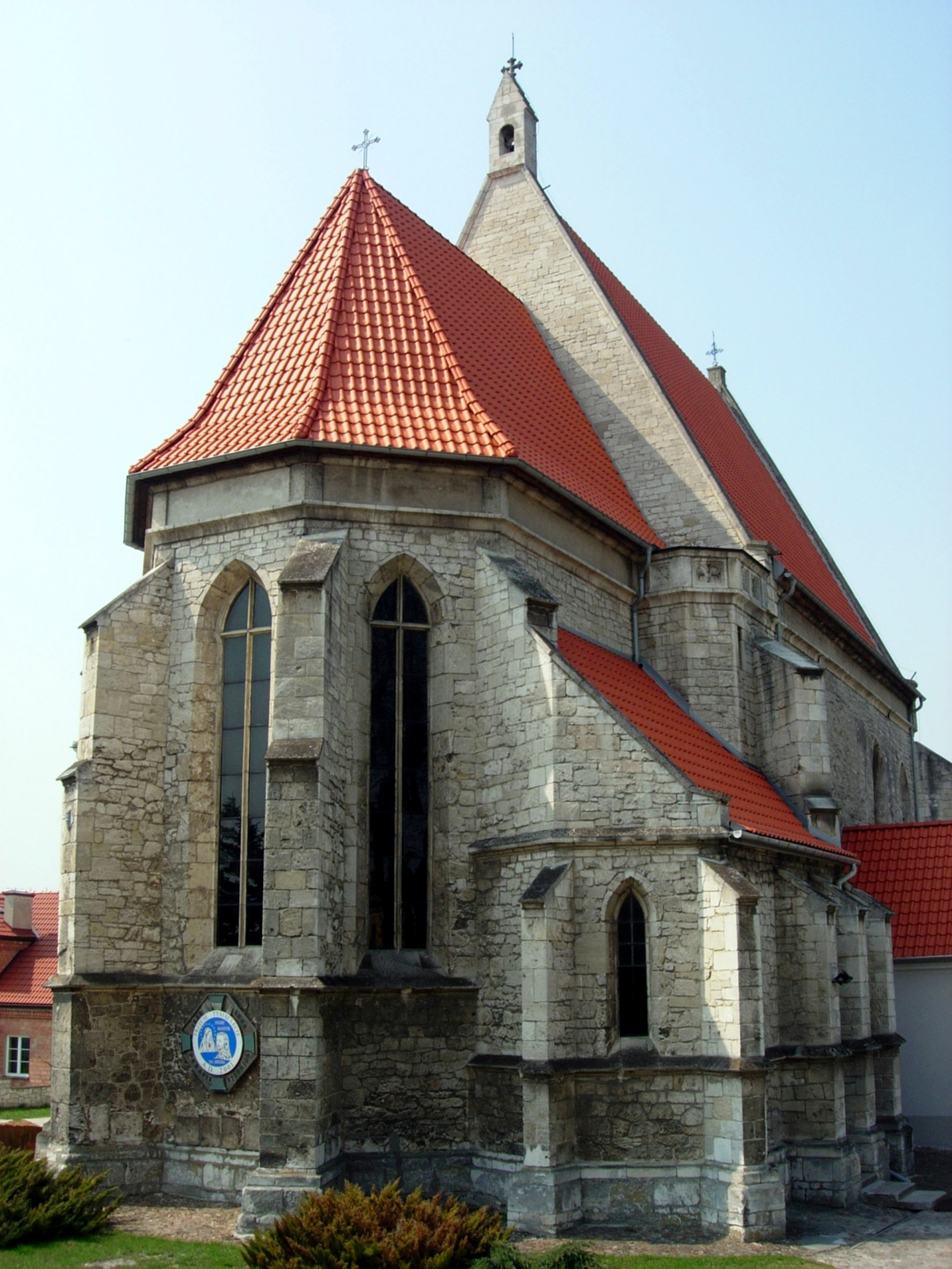
Kościół Świętych Piotra i Pawła

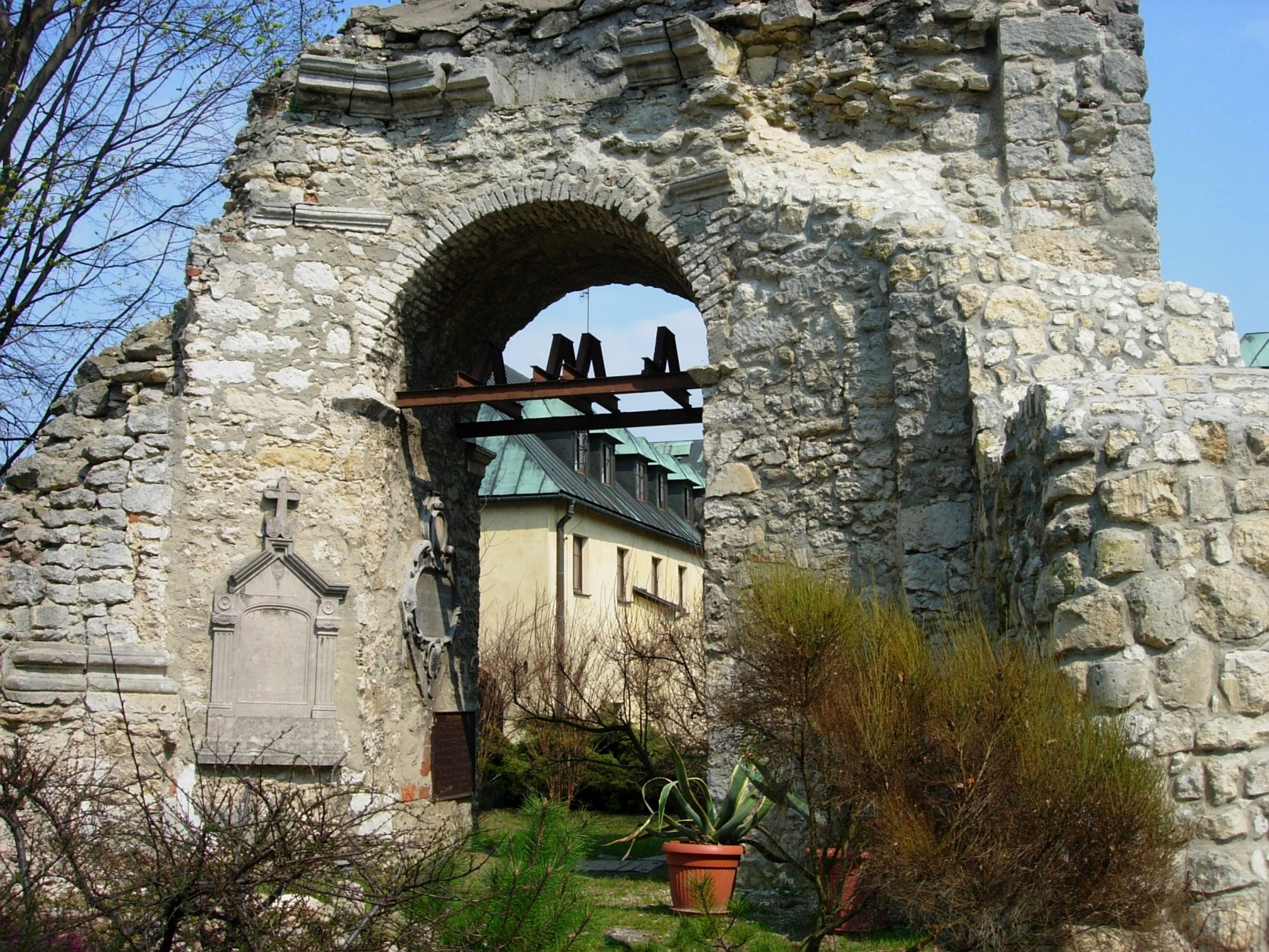
Zespół klasztorny, pozostałości zniszczonego kościoła

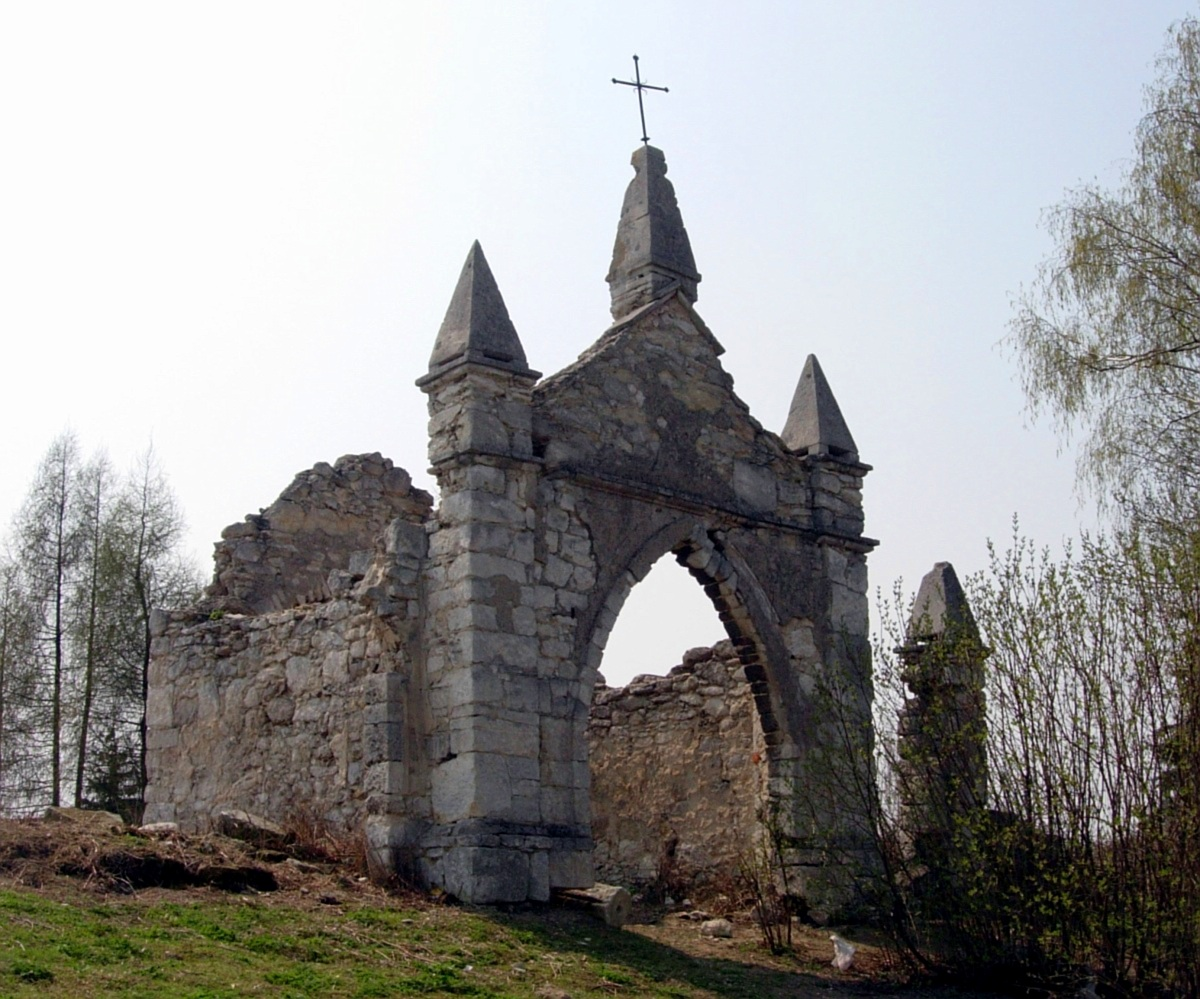
Stary cmentarz